# Silene foliosa
Silene foliosa là loài thực vật có hoa thuộc họ Cẩm chướng. Loài này được Maxim. miêu tả khoa học đầu tiên năm 1859.